# Richard Smith (Offizier)
Richard Smith (* 1734 in London; † 3. Juli 1803) war ein britischer Offizier und Politiker. Von 1767 bis 1770 war er Oberbefehlshaber der britischen Kolonialtruppen in Indien.

## Leben
Er war der älteste Sohn von John Smith, der als Käsehändler in der Jermyn Street in St. James’s, heute Stadtteil von London, ansässig war. Am 15. Mai 1734 wurde er in der Kirche St. Mary’s in Marlborough, Wiltshire, getauft.
Smith trat in den Militärdienst der Britischen Ostindien-Kompanie und diente dort zunächst als Zahlmeister-Maat (Purser’s Mate), bevor er im Dezember 1752 als Ensign der Madras Army einen Offiziersposten erhielt. Er wurde 1753 zum Lieutenant und im Juni 1756 zum Captain befördert. Im Dritten Karnatischen Krieg zeichnete er sich 1757 bei der Belagerung von Nellore besonders aus. 1761 schied er aus dem Dienst aus und kehrte nach London zurück, wo er sich als Anteilseigner in die Britische Ostindien-Kompanie einkaufte. Im Mai 1764 kehrte er in Begleitung des Oberbefehlshabers Lord Clive im Rang eines Colonel nach Indien zurück und wurde Kommandeur einer Brigade der Bengal Army in Allahabad. Als 1766 viele europäische Offiziere der Bengal Army wegen einer von Lord Clive eingeführten Kürzung einer „Batta“ genannten Soldzulage für Truppen im Felde meuterten (Batta Mutiny oder Monghyr Mutiny), blieb Smith treu und half bei der Niederschlagung. Als Lord Clive 1767 nach Großbritannien zurückkehrte, wurde Smith dessen Nachfolger als Oberbefehlshaber in Indien (Commander-in-Chief in India) ernannt und hierzu zum Brigadier-General befördert. 1770 schied er schließlich aus dem Dienst aus und kehrte nach Großbritannien zurück. Er war inzwischen zu einigem Wohlstand gelangt und erwarb im selben Jahr das Anwesen Chilton Foliat in Wiltshire.
In Großbritannien widmete er sich der Politik. Nachdem er sich erfolglos um eine Kandidatur in verschiedenen Wahlkreisen bemüht hatte, wurde er bei den Parlamentswahlen 1774 als Abgeordneter für das Pocket Borough Hindon in Wiltshire ins britische Unterhaus gewählt. Offenbar hatten alle vier Kandidaten für die zwei Parlamentssitze dieses Wahlkreises die wenigen Wahlberechtigten für ihre Stimmabgabe bezahlt. Nach der Wahl wurden daher er und die anderen drei Kandidaten 1755 wegen Bestechung angeklagt und schließlich zu sechs Monaten Haft und einer Geldstrafe von 1000 Mark verurteilt, zudem musste er für eine Bewährungszeit von drei Jahren eine Kaution stellen. In der Zwischenzeit war Smith im Mai 1776 erneut für Hindon gewählt worden und wurde im Januar 1777 erneut abgesetzt. Bei einer Nachwahl für das Borough Cricklade in Wiltshire kandidierte er 1779 erfolglos. Von 1779 bis 1780 hatte er das Amt des High Sheriff von Berkshire inne. Bei den Parlamentswahlen 1780 errang er schließlich für das Pocket Borough Wendover in Buckinghamshire einen Sitz im Unterhaus. Politisch stand er der Partei der Whigs nahe. Bei den Parlamentswahlen 1784 unterlag er und verlor sein Parlamentsmandat für Wendover wieder. In dieser Zeit hatte er finanzielle Probleme und musste sein Anwesen Chilton Foliat wieder verkaufen. In London bewohnte er ein Haus in der Harley Street. 1790 wurde er als Abgeordneter für das Borough Wareham in Dorset erneut ins Unterhaus gewählt. Er hatte dieses Mandat inne, bis er zu den Parlamentswahlen 1796 nicht mehr antrat und aus dem Parlament ausschied. Er ging daraufhin in Ruhestand und starb 1803.
Am 25. September 1756 hatte er Amelia Hopkins, die Tochter eines Marinekapitäns, geheiratet. Mit ihr hatte er eine Tochter, sowie einen Sohn, John Mansell Smith (1758–nach 1784), der von 1780 bis 1784 neben ihm der zweite Unterhausabgeordnete für Wendover war.